# Stana Tomašević
Stana Tomašević (poročena Stana Tomašević-Arnesen, črnogorska partizanka, učiteljica, političarka, * 28. april 1920, Bar, Kraljevina SHS † 1983, Beograd, SFR Jugoslavija. 
Stana Tomašević je bila jugoslovanska partizanska častnica med drugo svetovno vojno. Poleg tega je bila učiteljica, fotomodel, političarka in diplomatka. Bila je prva ženska veleposlanica Jugoslavije, ki je zastopala Jugoslavijo na Norveškem, Islandiji in Danskem. Med letoma 1979 in 1982 je bila predsednica Zveznega sveta Zvezne skupščine SFRJ.

## Biografija
Rodila se je leta 1920 v Črni gori, kjer se je šolala za učiteljico. Leta 1941, ko je Kraljevina Italija zasedla Črno goro, je delala kot učiteljica v Vrulji pri Pljevljih. 

### Druga svetovna vojna
Po okupaciji Jugoslavije leta 1941 se je skupaj z bratom Dušanom pridružila Narodnoosvobodilnemu gibanju. Po vstaji v Črni gori julija 1941 je bila sprejeta v članstvo Komunistične partije Jugoslavije (KPJ). Najprej se je borila v partizanskem bataljonu "Jovan Tomašević", nato pa v Četrti črnogorski proletarski brigadi. Bila je ena prvih bork, ki je opravljala funkcijo politične komisarke. Kasneje je imela tudi druge politične funkcije: bila je članica Biroja Mestnega komiteja KPJ za Cetinje, članica Okrajnega komiteja KPJ za Boko Kotorsko, članica Političnega oddelka brigade, sekretarka Pokrajinskega komiteja SKOJ za Črno goro in članica Biroja Pokrajinskega komiteja KPJ za Črno goro. Aktivno je delala pri organiziranju mladine in njenem vključevanju v Narodnoosvobodilni boj ter pri organiziranju  Združene zveze antifašistične mladine Jugoslavije (USOAJ).
Bila je članica Antifašističnega sveta narodne osvoboditve Jugoslavije (AVNOJ) in delegatka na Drugem kongresu USAOJ-a maja 1944 v Drvarju, kjer je ta kongres tudi odprla. Med bivanjem v osvobojenem Drvarju, ki je bil takrat središče osvobojenega ozemlja Jugoslavije, je bila Stana povabljena na sprejem v Štab britanske vojaške misije pri NOVJ, ki ga je organiziral Randolph Churchill, sin britanskega premierja Winstona Churchilla. Takrat jo je fotografiral britanski vojni fotograf John Talbot in njena fotografija se je pojavila v tujih časopisih. Tako je je Stana hitro postala eden od simbolov jugoslovanskega partizanskega antifašizma. Njene fotografije so se pojavile v sovjetskih in celo mehiških časopisih. Fotografija s Staninim obrazom je bila na letakih s pozivom mladini Evrope, naj sledi zgledu mladine Jugoslavije, ki so jih angleška letala metala nad okupiranimi državami. Ta letak je navdihnil norveškega slikarja Arnea Taraldsena, da je na podlagi njenega obraza ustvaril propagandni antifašistični letak norveškega odporniškega gibanja.
Dvakrat je bila ranjena in je vojno končala z visokimi odlikovanji in činom polkovnice.

### Obdobje SFRJ
Konec vojne je dočakala v Beogradu. Po vojni je leta 1954 diplomirala na Filozofski fakulteti v Beogradu, nato pa je opravljala številne pomembne družbeno-politične funkcije. Od leta 1949 do 1958 je bila načelnica za šolstvo v Agitpropu Centralnega komiteja KPJ, od leta 1958 do 1963 pa je bila pomočnica zveznega sekretarja za delo in delovne odnose Moma Markovića.
Bila je zvezna ministrica v jugoslovanski vladi in postala leta 1963 na predlog predsednika SFRJ Josipa Broza Tita prva ženska veleposlanica Jugoslavije – na Norveškem in Islandiji (1963–1967). Po vrnitvi v domovino, leta 1977, je bila izvoljena za poslanko Zvezne skupščine – bila predsednica Odbora za zunanjo politiko Veća naroda. Od 1974 do 1978 je bila veleposlanica na Danskem. Po vrnitvi v Jugoslavijo je bila predsednica Zveznega sveta Zvezne skupščine SFRJ. Bila je izvoljena za članico Centralnega komiteja Zveze komunistov Črne gore, bila tudi predsednica Komisije za negovanje revolucionarnih tradicij Zveznega odbora Socialistične zveze delovnega ljudstva Jugoslavije.
Umrla je za rakom leta 1983 v Beogradu, kmalu po tem, ko se je upokojila kot predsednica Zvezne skupščine SFRJ. Takrat je bila ženska v državi z najvišjim položajem.
Vsa njena družina je sodelovala v narodnoosvobodilni vojni. Njenega brata Duška so četniki ubili v bojih v Bosni. Na Norveškem je spoznala in se poročila s filmskim ustvarjalcem Eugenom Arnesenom, ki je umrl leta 1969.

## Odlikovanja in priznanja
odlikovali so jo s partizansko spomenico 1941 ter drugimi tujimi in jugoslovanskimi odlikovanji, med katerimi je bil tudi red bratstva in enotnosti I. stopnje.
Njeno ime nosi ulica v podgoriškem naselju Zabjelo.